# Adenízia Silva
Adenízia Aparecida Ferreira da Silva (* 18. Dezember 1986 in Ibiaí) ist eine brasilianische Volleyballspielerin. Bei den Olympischen Spielen 2012 in London gewann sie die Goldmedaille.

## Karriere
Silva begann ihre Karriere beim Clube Filadélfia. 1999 kam sie zum Osasco Voleibol Clube, bei dem sie zunächst im Nachwuchs spielte. 2005 gewann sie mit der brasilianischen U20 die Weltmeisterschaft. Im gleichen Jahr debütierte die Mittelblockerin in der A-Nationalmannschaft. 2007 rückte sie in die erste Mannschaft von Osasco auf, die 2008 brasilianischer Pokalsieger wurde. 2009 gewann Silva mit Brasilien den Grand Prix und die Südamerikameisterschaft. 2010 wurde sie mit dem Verein brasilianischer Meister. International erreichte sie in der Nationalmannschaft 2010 und 2011 jeweils das Finale des Grand Prix. Bei der Südamerikameisterschaft 2011 gelang Brasilien die Titelverteidigung. 2012 wurde Silva mit Osasco zum zweiten Mal Meister, verpasste aber international zum dritten Mal in Folge den Sieg im Grand Prix. Anschließend nahm sie an den Olympischen Spielen in London teil und gewann mit Brasilien die Goldmedaille.